# Pogonornis
Pogonornis is een geslacht van vogels uit de familie van de Lybiidae (Afrikaanse baardvogels). De soorten komen voor in Sub-Sahara Afrika. Alle vijf soorten waren voorheen in Lybius ondergebracht.

## Soorten
Pogonornis bevat de volgende soorten:
- Pogonornis melanopterus – Bruinborstbaardvogel
- Pogonornis minor – Roodbuikbaardvogel
- Pogonornis bidentatus – Dubbeltandbaardvogel
- Pogonornis dubius – Zwartbandbaardvogel
- Pogonornis rolleti – Zwartborstbaardvogel